# 桑布朗赛
桑布朗赛（法語：Semblançay，法語發音：[sɑ̃blɑ̃sɛ] ⓘ）是法国安德尔-卢瓦尔省的一个市镇，位于该省北部偏西，属于图尔区。

## 地理
桑布朗赛（47°29'56"N, 0°34'49"E）面积35.66 平方千米，位于法国中央-卢瓦尔河谷大区安德尔-卢瓦尔省，该省份为法国中西部省份，北起萨尔特省、东北接卢瓦-谢尔省，东南接安德尔省，南至维埃纳省，西临曼恩-卢瓦尔省。
与桑布朗赛接壤的市镇（或旧市镇、城区）包括：沙朗蒂伊、讷耶-蓬皮埃尔、佩尔奈、图赖讷地区鲁济耶、圣安托万迪罗谢、圣罗克、松宰。

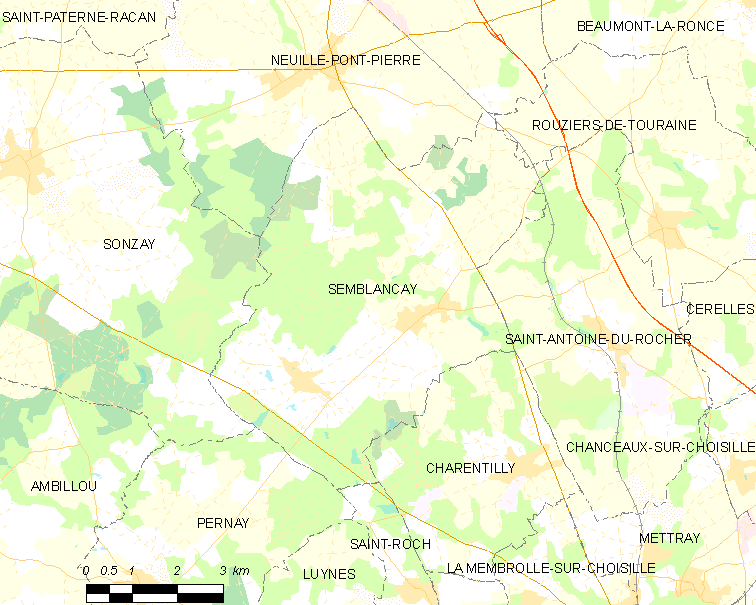
桑布朗赛的OSM定位图

桑布朗赛的时区为UTC+01:00、UTC+02:00（夏令时）。

## 行政
桑布朗赛的邮政编码为37360，INSEE市镇编码为37245。

## 政治
桑布朗赛所属的省级选区为雷诺堡县。

## 人口

1962-2008年间桑布朗赛人口变化图示

桑布朗赛于2022年1月1日时的人口数量为2170人。